# تل کمری
تل کمری مربوط به سدهٔ ۷ و ۸ ه.ق است و در شهرستان شیراز، بخش ارژن، دهستان قره چمن، ۱۵۰ متری روستای چرامکان واقع شده و این اثر در تاریخ ۳۰ بهمن ۱۳۸۶ با شمارهٔ ثبت ۲۰۹۸۱ به‌عنوان یکی از آثار ملی ایران به ثبت رسیده است.